# Janez Vajkard Valvasor
O barão Janez Vajkard Valvasor (também conhecido Johann Weikhard Freiherr von Valvasor) (baptizado em 28 de Maio, 1641 - 19 de Setembro, 1693), foi um nobre, um académico e um polímata da região da Carníola (hoje integra a Eslovénia), que foi membro da Royal Society de Londres.